# 艾氏蘇彝士隆頭魚
艾氏蘇彝士隆頭魚，為輻鰭魚綱鱸形目隆頭魚亞目隆頭魚科的其中一種，分布於西太平洋的澳洲東南部、紐西蘭東北部海域，棲息深度6-100公尺，體長可達11.7公分，棲息在礁石區，以小型甲殼類為食，生活習性不明。

## 擴展閱讀
維基物種上的相關：艾氏蘇彝士隆頭魚